# Pictoword
Pictoword est un jeu vidéo de puzzle de mots. Le jeu est sorti sur iOS le 1er mars 2013 et sur Android le 31 mai 2013.

## Système de jeu
Dans Pictoword, le joueur « lira » deux images pour en former un mot. Les puzzles peuvent être composés de combinaisons d'images (comme, par exemple, une image d'une oreille et une autre d'une boucle formera le mot Boucle d'oreille), un homonyme (une image d'une casse et une image d'une croûte de pain donnera un casse-croûte) ou comment on entend les images (comme des rébus par exemple).

## Packs thématiques
Il existe 14 packs thématiques disponibles sur Pictoword qui peuvent être débloqués avec des pièces gagnées sur le jeu.
| Catégorie               | Difficulté | Date de sortie   |
| ----------------------- | ---------- | ---------------- |
| Classique (Standard)    | Facile     | 1er mars 2013    |
| Films                   | Facile     | 20 juin 2013     |
| Séries                  | Facile     | 20 juin 2013     |
| Marques                 | Extrême    | 18 juillet 2013  |
| Jeux                    | Facile     | 18 juillet 2013  |
| Personnages             | Dur        | 13 aout 2013     |
| Célébrités              | Dur        | 11 novembre 2013 |
| Pays & Villes           | Dur        | 11 novembre 2013 |
| Personnages Historiques | Facile     | 11 novembre 2013 |
| Monuments               | Dur        | 11 novembre 2013 |
| Nourriture              | Dur        | 12 avril 2015    |
| Animaux                 | Dur        | 24 novembre 2015 |
| Vacances                | Facile     | 10 décembre 2015 |
| Politiques des USA      | Moyen      | 7 avril 2016     |

## Accueil

### Critiques
Pictoword a reçu un score de 84 % sur Appstime, disant que « Avec de multiples catégories et de niveaux de difficulté, Pictoword est un jeu de puzzles parfait pour tous les âges en utilisant juste 2 images. » Apps Thunder a aimé le concept et l'interface ergonomique, et a donné une note de 4,1/5 au jeu. Gnome Escape a aimé les packs thématiques variés et a dit que « Pictoword est l'un de ces jeux de puzzles addictifs qui vous font dépasser vos limites intellectuelles et de regarder les images sous un autre œil. » Get Android Stuff a été moins enthousiaste, disant que ce jeu est un peu lent et ennuyeux, mais a aimé le fait que le jeu soit facile à jouer et approprié à tous les âges.

### Récompenses
Pictoword a gagné le Shining Star Award (La récompense de la Star Montante) dans la catégorie « Educational or Knowledge Reference App » et la récompense Superstar dans la catégorie « Apprentissage avec les Enfants » dans les Mobile Star Awards 2016. Le jeu a également gagné l'Academic's Choice Smart Media Smart de 2016. Le jeu a été nommé pour le « Meilleur jeu d'Education » à The Indenpedent Game Developers' Association Awards de 2018,. Le jeu a aussi été listé comme l'une des Apps Thérapeutiques pour iPhone et iPad par la Flinders University, en Australie,.